# بیمارستان ۱۷ شهریور آبادان
بیمارستان هفده شهریور مربوط به دوره پهلوی است و در آبادان، ابتدای جاده خسروآباد، روبروی مخازن صنعت نفت واقع شده و این اثر در تاریخ ۱۲ بهمن ۱۳۸۱ با شمارهٔ ثبت ۷۲۴۷ به‌عنوان یکی از آثار ملی ایران به ثبت رسیده است.